# Hôtel Peyrenc de Moras
L’hôtel Peyrenc de Moras ou hôtel de Coigny est un ancien hôtel particulier, situé au no 25, place Vendôme, dans le 1er arrondissement de Paris.

## Situation
L’hôtel est situé au nord de la place, à l’angle avec la rue des Capucines et la rue de la Paix. Il est mitoyen de l’hôtel de Boullongne au no 23 et s’étend également aux no 1, 3 et 5 rue des Capucines.

## Historique
Sur un terrain appartenant au financier Jean Sauvion, puis acquis en 1718, par John Law de Lauriston, l’hôtel est construit pour ce dernier, par l’architecte Jacques V Gabriel, qui en termine la construction en 1720.
En 1723, l’hôtel est vendu, tout comme le no 23, au marquis Abraham Peyrenc de Moras, qui le revend à peine un an plus tard, au duc François de Franquetot de Coigny.
Lequel est revendu à sa mort, en 1759, au financier et trésorier général de l’extraordinaire des guerres en Dauphiné, Charles-François Michel de Roissy, dont le fils, Joseph-Charles, en conserve la propriété jusqu’à son décès, en 1826.
À la fin de l'Ancien Régime, l'hôtel abrite le dépôt des anciennes chartes et monuments historiques, dirigé par l'historiographe Franz Jacob Moreau, qui y habite alors, depuis 1787.
En 1827, l’hôtel est acquis par le comte Louis de Beaussier de Châteauvert, qui le revend en 1852, au joaillier Alexandre-Gabriel Lemmonier, qui y occupe le rez-de-chaussée et l’entresol pour sa boutique et le reste de l’hôtel à usage familial, où il vit alors avec son épouse, et leurs quatre enfants.
Devenu joaillier attitré de l’empereur Napoléon III, de son épouse Eugénie, dont il réalise la couronne , et de la cour impériale, mais également de la reine Isabelle II d’Espagne, il fait réaliser, à grand frais, de nombreux décors, notamment au premier étage, par le peintre Louis Godefroy Jadin.
À partir de 1870, la réputation du joaillier périclite avec la chute du Second Empire, et ce dernier est contraint de se séparer de l’hôtel qu’il vend au Crédit foncier de France. Il finit définitivement sa carrière en 1879, comme employé chez un confrère, et s’éteint en 1884 à son domicile du no 22, rue des Marronniers.
À partir de 1886, l’édifice devient alors un établissement hôtelier, le relais hôtel de Calais, puis l’actuel hôtel Mansart à la fin des années 1950.
L’hôtel est racheté en 2003, par l’émir du Qatar, par le biais de son fonds d’investissements en France.
Aujourd’hui, en sus de l’établissement hôtelier, l’édifice est également l’écrin, au rez-de-chaussée, de la boutique de joaillerie Bulgari, après longtemps avoir accueilli une des boutiques de la maison de couture Armani.